# 玩纸牌的人
《玩紙牌的人》（法語：Les Joueurs de cartes）是一系列由保羅·塞尚繪製的畫作，在1890年代早期塞尚最後的繪畫時期完成。這一系列總共五幅，大小和人物均不同。此外塞尚還為這一系列作品繪製了一些草稿。
《玩紙牌的人》的一個版本在2011年被出售給卡塔爾的塔米姆王室，成交價在2.5億至3億美金之間，成為當時世界上最貴的畫作。

## 绘画

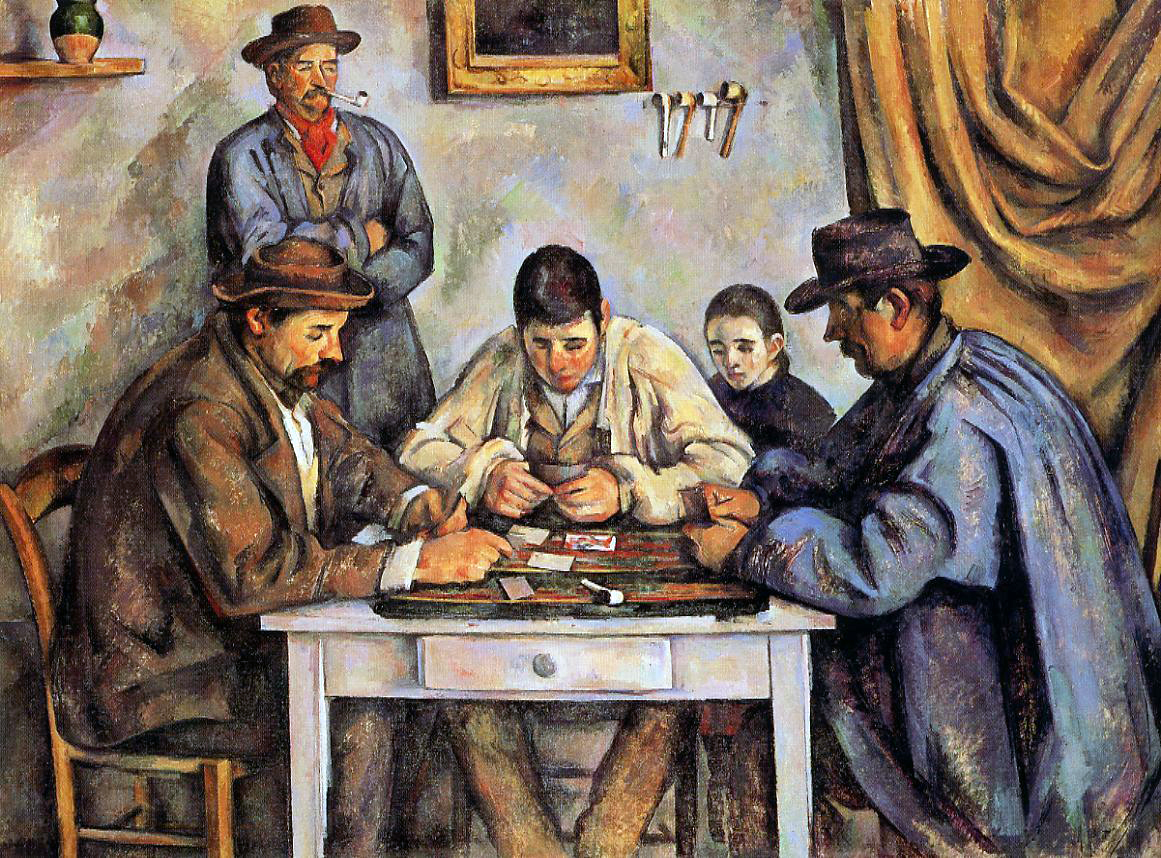
《玩紙牌的人》，1890–1892，美国巴恩斯基金会

塞尚总共画了五幅《玩纸牌的人》，其具体创作年份不详，但完成顺序有可能是由大到小，部分学者对此表示质疑。
其中最大的一幅是1890年至1892年间完成的，大小为134.6 x 180.3 cm，现藏于美国巴恩斯基金会。画中共有五个人物。背后站立的人可能是塞尚为了加强景深而特意加上去的。

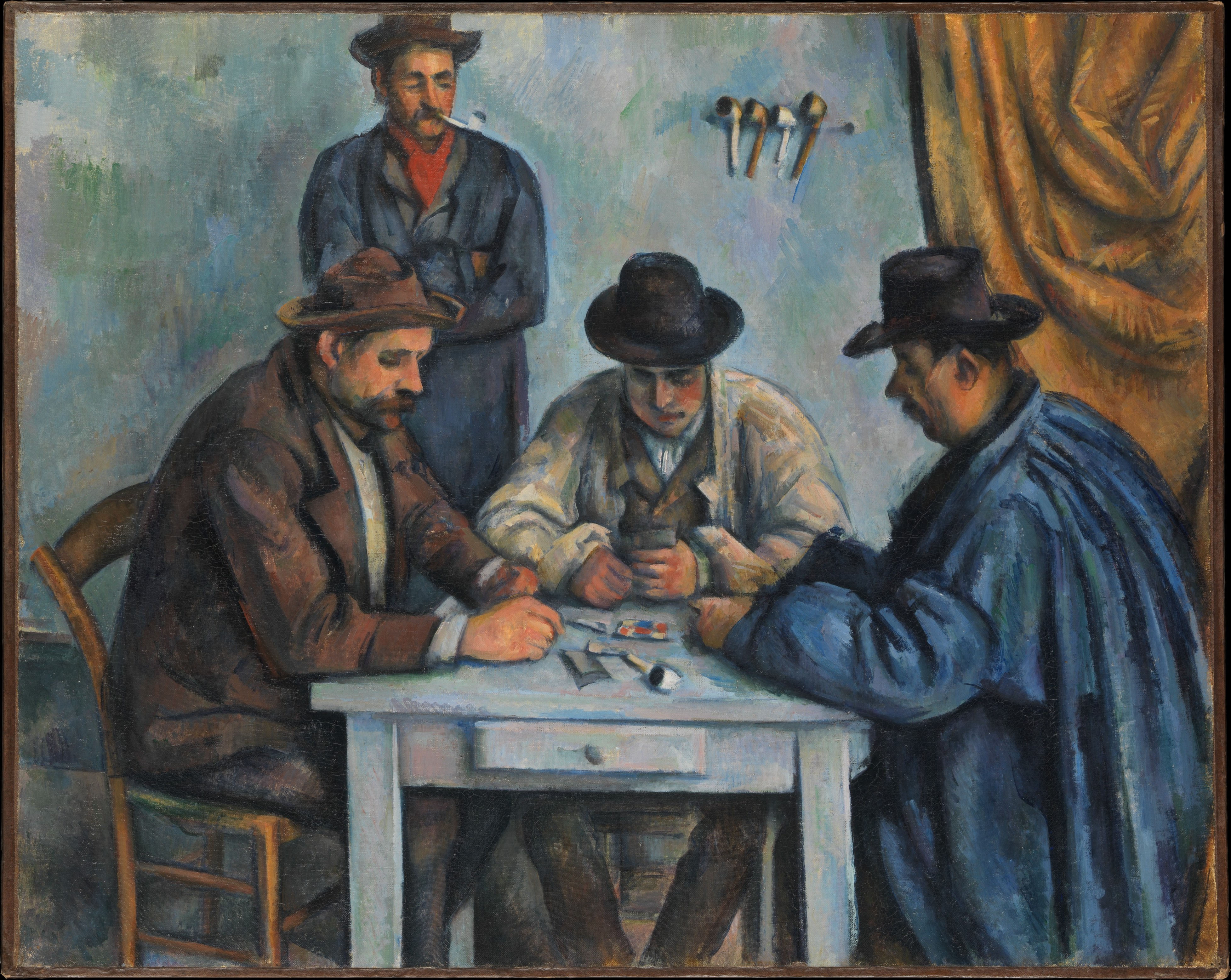
《玩紙牌的人》，1890–1892，美国大都会艺术博物馆

美国大都会艺术博物馆的另一幅《玩纸牌的人》构图和最大的那一幅有相似之处，但大小只有后者的一半，为65.4 x 81.9 cm。X光和红外线研究发现这幅画下面有层层叠叠的颜料和石墨，这意味着它可能是塞尚反复修改之后绘成的第一幅画，而非第二幅。
《玩纸牌的人》的构图在最后三幅作品中进一步完善，塞尚删除了背景里的旁观者，使得观众的注意力集中在玩纸牌者的身上。这三幅中最小的一幅现藏于现在的巴黎奧賽博物館，大小为47.5 x 57 cm。艺术史学家迈耶·夏皮罗说这是《玩纸牌的人》系列中最完美的一幅。此外，它也可能是这个系列的最后一幅。
剩下的两幅一幅收藏于伦敦科陶德艺术学院，一幅在私人收藏家手中。2011年，卡塔尔从希腊航运业巨头乔治·安布里柯斯手里买下了他收藏的《玩纸牌的人》，成交价在2.5亿至3.2亿美元之间。

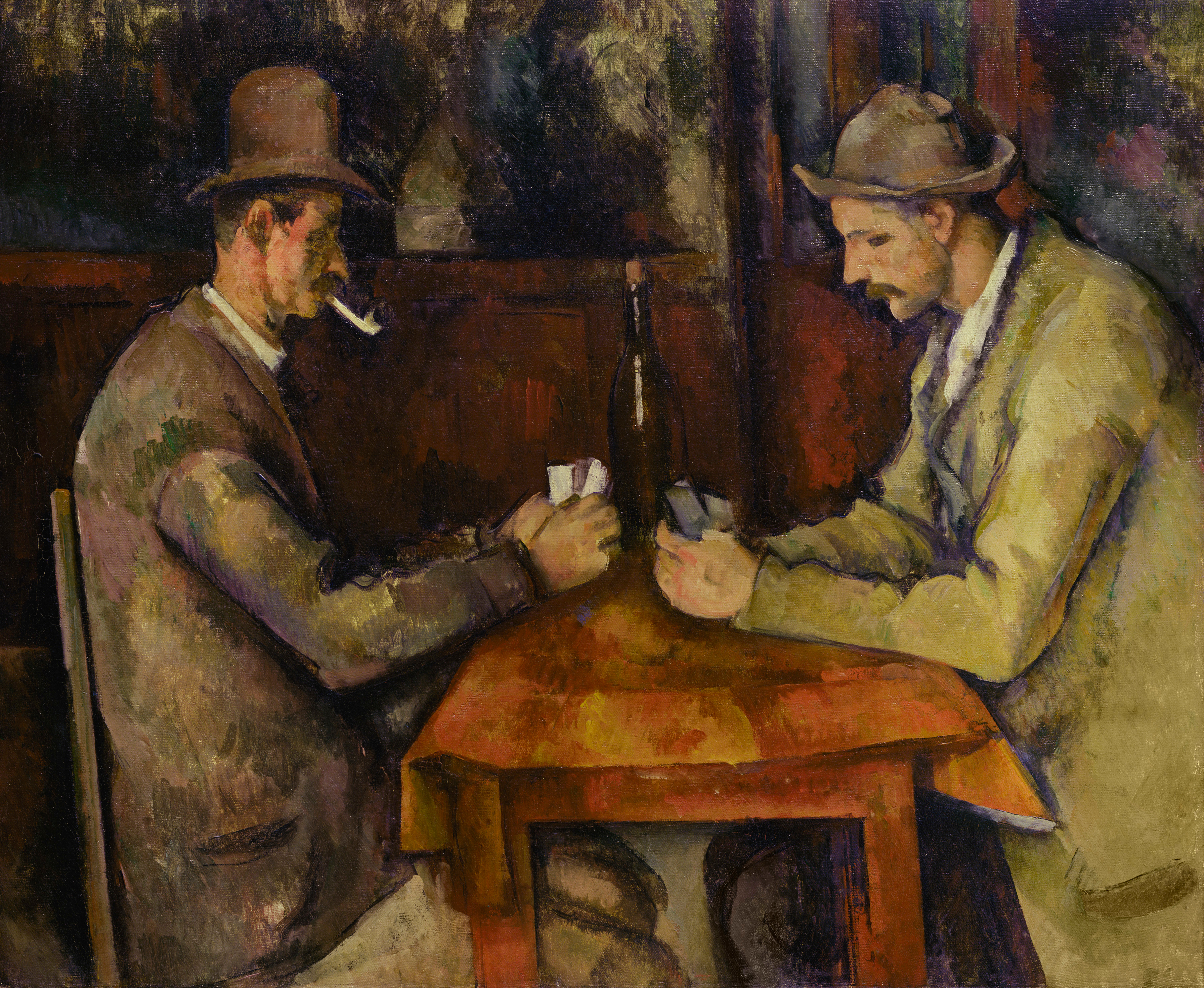
《玩紙牌的人》，1894–1895，巴黎奧賽博物館
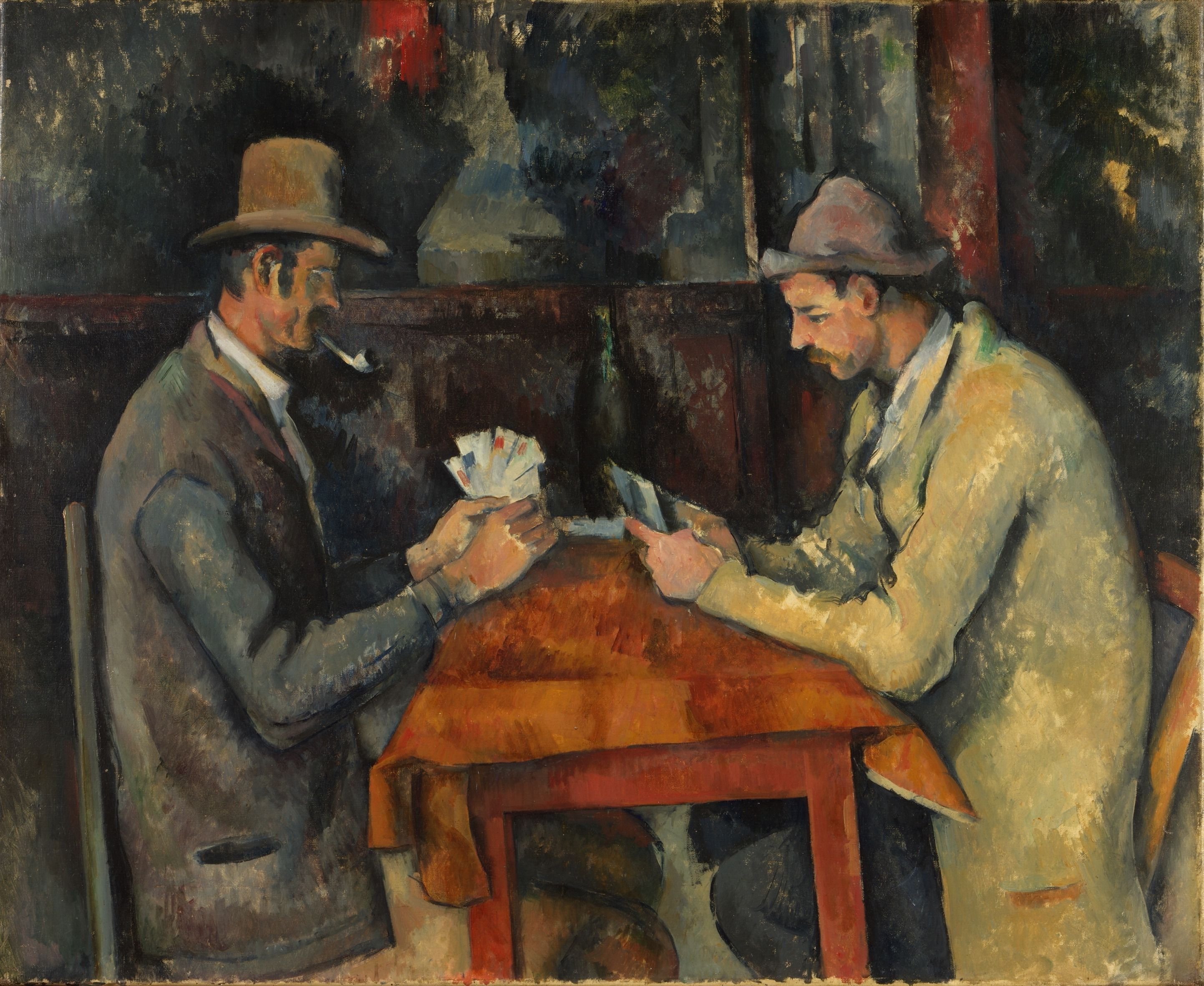
《玩紙牌的人》，1892–1895，伦敦科陶德艺术学院
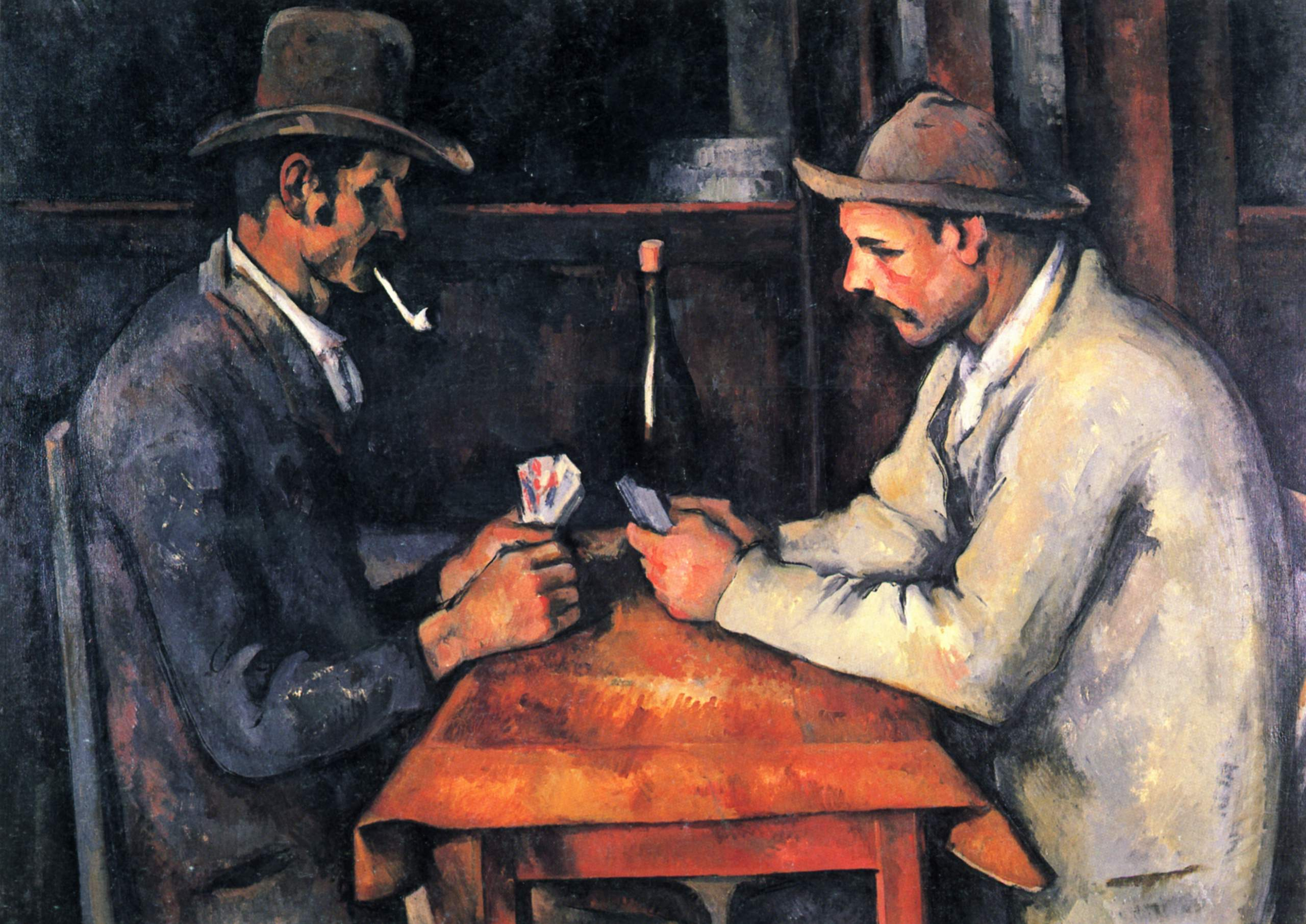
《玩紙牌的人》，1892–1895，私人收藏

## 草稿
塞尚在创作《玩纸牌的人》之前还画了几幅小的草稿，其中一部分完成度很高。

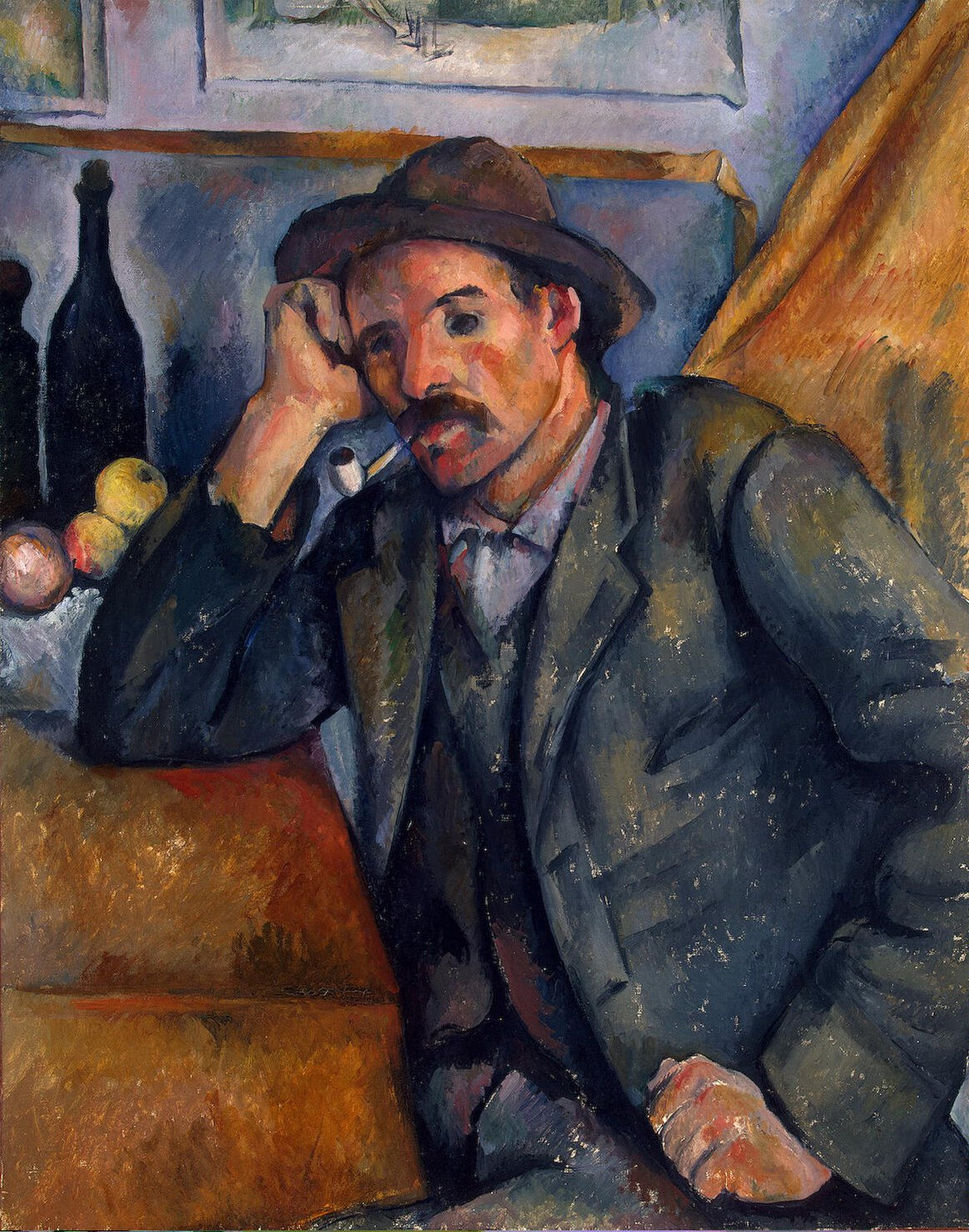
《抽烟斗的人》（Man with the Pipe），约1890，90 × 72 cm，埃尔米塔日博物馆,
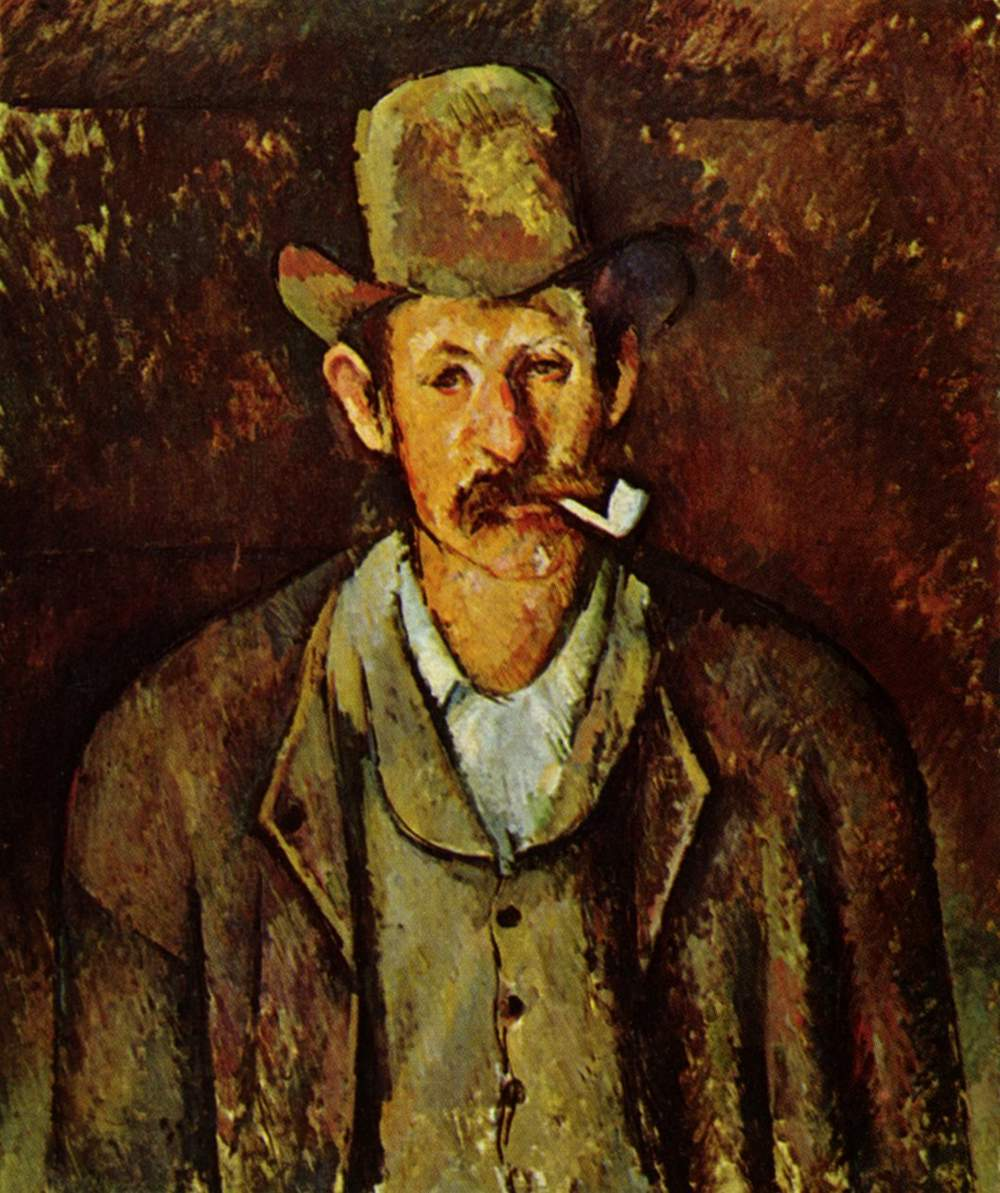
《抽烟斗的人》（Man with a Pipe），约1892，73 x 60 cm，科陶德艺术学院
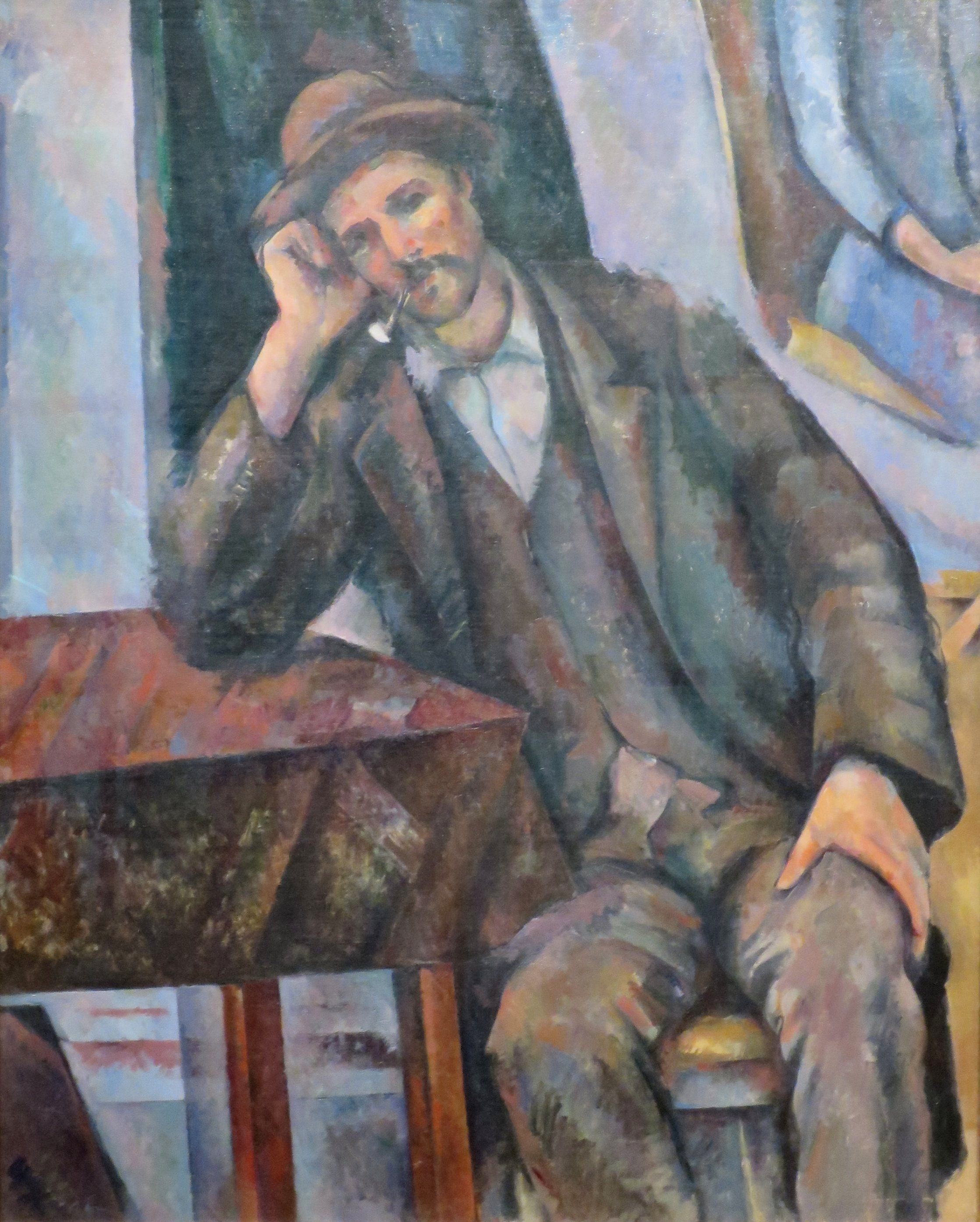
《抽烟斗的人》（Man Smoking a Pipe），1890–1892，72 x 91 cm，普希金博物馆

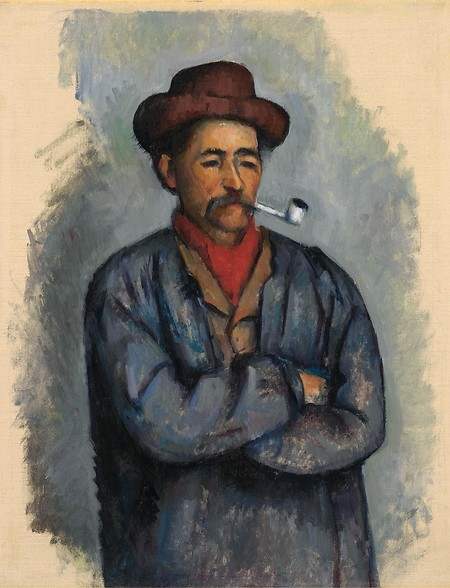
《抽烟斗的人（玩纸牌的人研究）》（Man with a Pipe (Study for The Card Players)），1890–1892，39 x 30.2 cm，纳尔逊艺术博物馆
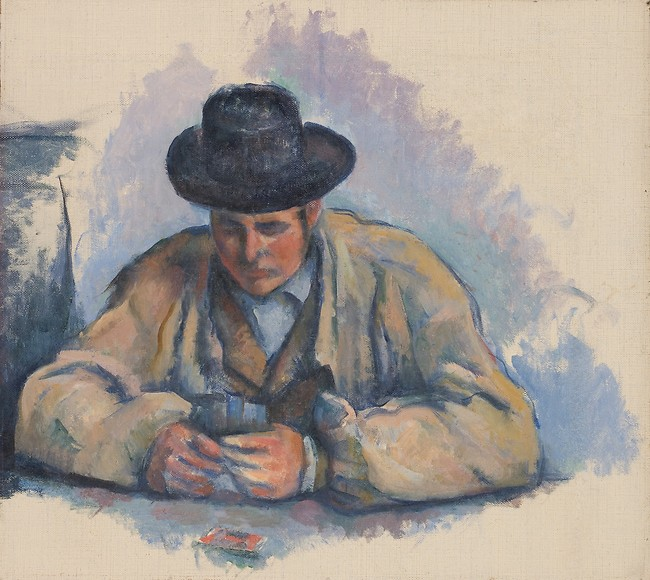
《玩纸牌的人研究》（Study for The Card Players），1890–1892，32 x 35 cm，伍斯特艺术博物馆
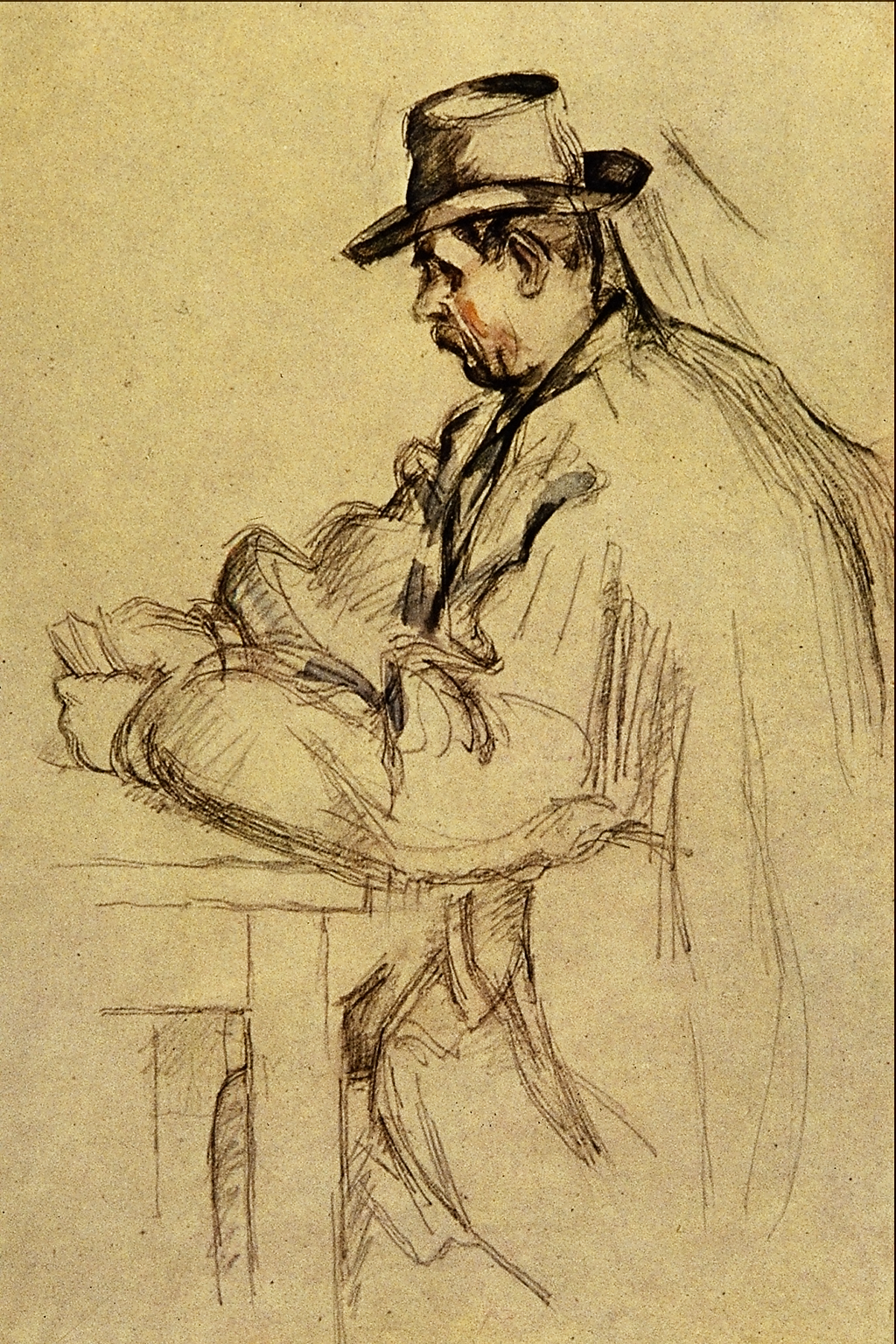
《玩纸牌的人研究》（Study for Card Players），1890–1892，罗德岛设计学院博物馆